# Branchon
Branchon (Brançon in vallone) è una frazione del Belgio.
Comune autonomo fino al 1977, è stato poi unito a Éghezée, in provincia di Namur.
La popolazione è di 464 abitanti (al 2008).